# درایور (آرکانزاس)
درایور (به انگلیسی: Driver) یک منطقهٔ مسکونی در ایالات متحده آمریکا است که در شهرستان میسیسیپی، آرکانزاس واقع شده‌است. درایور ۷۱٫۹۳ متر بالاتر از سطح دریا واقع شده‌است.